# 起點 (專輯)
《起點》為臺灣歌手王傑的第二十八張個人專輯，也是第二十張國語專輯，發行於1997年8月，由波麗佳音公司發行。

## 專輯簡介
自加盟波麗佳音以來王傑均希望不以商業歌曲掛帥，因此前面幾張專輯市場回響相當有限，於是此專輯交由過去飛碟唱片時期的搭擋陳秀男製作 ，希望將其歌路重新定位，亦是王傑在波麗佳音口碑與銷售量最佳的一張專輯，也在Sound Bomb網際票選成績上拿下亞軍，專輯中收錄的「捨不得讓你走」，為喜願協會請唱片公司為一名罹患腦癌的小朋友譜曲，並交由王傑演唱。

## 曲目
| 曲序 | 曲名                   | 曲                       | 詞     | 編曲       | 附註                                                 |
| 01   | 等妳開口把我留下來     | 陳秀男 陳俊廷            | 丁曉雯 | Tim Heintz |                                                      |
| 02   | 瘋狂                   | 陳秀男                   | 王傑   | Tim Heintz |                                                      |
| 03   | 望著妳的背影會讓我想哭 | 王鴻予                   | 劉虞瑞 | Tim Heintz |                                                      |
| 04   | 多少柔情多少淚         | F.Wise B.Wiseman J.Lloyd | 雨牛   | Tim Heintz | 改编自Elvis Presley的《Summer Kisses, Winter Tears》 |
| 05   | 男與女                 | 林學文                   | 吳淑敏 | Tim Heintz |                                                      |
| 06   | 捨不得讓你走           | 陳俊廷                   | 翁鵬宇 | Tim Heintz |                                                      |
| 07   | 我忘了怎麼哭           | 陳俊廷                   | 何啟弘 | Tim Heintz |                                                      |
| 08   | 情短夜更長             | 鄭華娟                   | 鄭華娟 | Tim Heintz |                                                      |
| 09   | 除了妳我都不要         | 殷文琦                   | 林燕岑 | Tim Heintz |                                                      |
| 10   | 心鎖                   | 王傑                     | 劉虞瑞 | Tim Heintz |                                                      |

## 唱片版本
- 錄音帶版
- CD版

## 專輯文案
我們是從「一場遊戲一場夢」開始 
愛上王傑的聲音的 
「為了愛夢一生」則是另一個起點 
讓我們不願一切的愛上了王傑的所有 
而「我愛你」
讓我們重新溫習了愛的感覺 
這一次又將是愛上王傑的一個新的起點 
人都是這樣的 當你一旦開始愛上一個人、愛上一件事、愛上一種感覺 
就很難停得下來 
也許中間的過程有悲傷的也有快樂的 
可是人們也因此得到了一些苦的或樂的感動和回憶 
連傷痛都變得值得 如果你愛一個人、愛一件事、愛一種感覺 
那就找一個起點開始吧 
你永遠不知道你會得到什麼 
可是你一定會在過程中得到永難抹減的記憶和感動   
我們都是懷著這樣的希望而活著 
不是嗎
- 愛，是一種生命力很強的東西，它總是不知不覺的發生在你還沒有意識到的時候，讓你一點抵抗力都沒有。

- 音樂是一種起點，一個個音符像種子一般在每個人的心裡發芽，在不同的心情灌溉下，蘊育出不一樣的感動。

- 「從今天起我要......」每個人都曾這樣計畫過，可是如果事情真的都能照人所希望的開始、進行、結束，那就簡單多了。

- 每個人的手上都握有無數把生命的鑰匙，你不打開，就永遠不知道門的後面將會有什麼樣的人生風景。

- 愛，就別只放在心裡想，找個起點開始吧，就算全身是傷，也比空留遺憾好。

## 音樂錄影帶
- 等你開口把我留下來 （页面存档备份，存于）
- 瘋狂 （页面存档备份，存于）
- 捨不得讓你走 （页面存档备份，存于）

## 外部連結
- 1997年 林隆璇訪問  （页面存档备份，存于）
- 1997年 陶子訪問 （页面存档备份，存于）
- 1997年 任賢齊訪問  （页面存档备份，存于）
- 1997年 等你開口把我留下來(三立都會台-音樂產房) （页面存档备份，存于）
- 1997年 起點專輯電視廣告 （页面存档备份，存于）